# Adalgisio di Novara
Adalgisio di Novara, chiamato anche Adalgiso o Adelchi, da alcune biografie indicato anche con il nome di Adelgisio (Novara, ... – Novara, aprile 848), è stato vescovo di Novara nel IX secolo ed è venerato come santo dalla Chiesa cattolica.

## Biografia
Sant'Adalgisio nacque in data sconosciuta e con tutte probabilità nella città di Novara. Apparteneva dunque alla Sippe dei Supponidi, appartenente alla seconda generazione, ma il cui legame esatto è sconosciuto. Il suo nome longobardo lascia intravedere un legame con l'ultima dinastia longobarda di Desiderio.
Eletto vescovo di Novara a febbraio dell'830, viene ricordato dal necrologio stilato da San Gallo come messo imperiale per conto dell'imperatore Lotario I a partire dal 15 dicembre 837, quando ricevette la commissione nel monastero di San Salvatore di Brescia. Il 19 febbraio dell'840 ricevette dallo stesso Imperatore un diploma secondo il quale la Chiesa di Novara avrebbe potuto disporre da quella data delle terre e del monastero di San Genuario di Lucedio.
Nell'842 fu tra coloro che sottoscrissero un documento stilato dall'arcivescovo di Milano Angilberto II circa l'erezione di un nuovo monastero dedicato ai Santi Faustino e Giovita. Adalgisio stesso si fece promotore della crescita della chiesa nella propria diocesi: sotto il suo episcopato fondò il capitolo della chiesa di Santa Maria a cui vennero legati terreni e decime, oltre a fondare quello della cattedrale di San Gaudenzio, al quale concesse (3 gennaio 848) l'amministrazione della corte di Cesto (corte era qui sinonimo di pieve).
Alla sua morte, avvenuta ad aprile dell'848, si sa che venne sepolto nella basilica di San Gaudenzio, dove ancora oggi le sue reliquie sono conservate e venerate, nell'altare del transetto laterale, di fronte allo scurolo.